# Distrito electoral de Olmsted (Illinois)
Olmsted (en inglés: Olmsted Precinct) es un distrito electoral ubicado en el condado de Pulaski en el estado estadounidense de Illinois. En el Censo de 2010 tenía una población de 694 habitantes y una densidad poblacional de 9,34 personas por km².

## Geografía
Olmsted se encuentra ubicado en las coordenadas 37°12′16″N 89°5′47″O / 37.20444, -89.09639. Según la Oficina del Censo de los Estados Unidos, Olmsted tiene una superficie total de 74.29 km², de la cual 73.48 km² corresponden a tierra firme y (1.08%) 0.8 km² es agua.

## Demografía
Según el censo de 2010, había 694 personas residiendo en Olmsted. La densidad de población era de 9,34 hab./km². De los 694 habitantes, Olmsted estaba compuesto por el 86.6% blancos, el 11.82% eran afroamericanos, el 0.43% eran amerindios, el 0% eran asiáticos, el 0% eran isleños del Pacífico, el 0.14% eran de otras razas y el 1.01% pertenecían a dos o más razas. Del total de la población el 1.3% eran hispanos o latinos de cualquier raza.